# 賀謨士
賀謨士（1899年4月24日—1968年4月15日），美國外交官、美國陸軍退役將領，堪薩斯州普萊森頓人，歷任美國駐伊朗大使、美國駐香港總領事等職，也是美國國務院第一任行政助卿。

## 民間職務
- 1923年—1925年：保險業[1]
- 1937年—1940年：紐約世界博覽會副會長[1]
- 1941年—1942年：通用磨坊巴西分公司總裁、1942年任董事[1]
- 1945年：跨大陸及西部航空公司副總裁[1]

## 政府公職

### 國務院早期職務
- 1925年：駐法國馬賽領事館（法语：Consulat général des États-Unis à Marseille）副領事[1]
- 1926年：駐土耳其士麥那領事館職業副領事[1]
- 1929年：駐阿爾巴尼亞公使館（英语：Embassy of the United States, Tirana）副領事兼三等秘書[1]
- 1930年：駐羅馬尼亞公使館三等秘書[1]
- 1933年：駐保加利亞公使館三等秘書[1]
- 1934年：國務院禮賓會議處助理處長[1]
- 1937年：國務院國際會議處助理處長、同年辭職[1]

### 軍職
- 1942年：擔任美國陸軍少校、參謀長聯席會議執行官[5]
- 1942年—1944年：盟軍總部（AFHQ）聯絡組所屬[5]，1943年晉升准將[1]
- 1944年：盟軍遠征部隊最高司令部參謀五處（G-5, SHAEF）副處長[5]

### 國務院晚期職務
- 1945年：國務院行政助卿[6]
- 1948年：駐英國大使館參贊[1]
- 1950年：晉升職業公使、駐英國大使館公使[1]
- 1954年：調返國務院本部；聯合國大會第9屆會議美國代表團高級歐洲政治顧問；國務院歐洲事務助卿特別助理[1]
- 1955年—1956年：駐摩洛哥公使館（英语：American Legation, Tangier）外交代表[6]兼公使級總領事[1]
- 1956年：國務卿北大西洋公約組織事務特助[1]
- 1959年—1961年：駐香港兼澳門總領事[1]
- 1961年—1965年：駐伊朗大使[6]